# Museum of Liverpool Life
Il Museum of Liverpool Life (Museo della vita di Liverpool) è stato un museo situato a Liverpool, nel Regno Unito, che faceva parte del sistema museale del National Museums Liverpool. Il museo celebrava il contributo dato dalla gente di Liverpool alla vita quotidiana della nazione. Ha chiuso nel 2006 ed è stato sostituito dal Museo di Liverpool, che è stato inaugurato il 19 luglio 2011 e ospita la maggior parte dei reperti del museo originale.

## Esposizione
Al momento della sua chiusura avvenuta il 4 giugno 2006, il museo aveva tre gallerie: City Lives che esplorava la diversità culturale cittadina, The River Room che descriveva la vita lungo il fiume Mersey, e City Soldiers che era una mostra sul King's Regiment.
Le precedenti mostre furono la Mersey Culture, from Brookside to the Grand National, e la Making a Living e Demanding a Voice.